# Africa Occidentale Francese
L'Africa Occidentale Francese (Afrique-Occidentale française - AOF) fu una federazione coloniale francese, parte dell'Impero coloniale francese, creata il 16 giugno del 1895 a seguito del completamento della conquista francese delle zone dell'Africa occidentale. Comprendeva inizialmente le colonie francesi di Costa d'Avorio, Senegal, Dahomey (attuale Benin), Guinea francese (attuale Guinea) e Sudan francese (attuale Mali), mentre Niger, Mauritania e Alto Volta (attuale Burkina Faso) si aggiunsero in seguito. Il territorio era sì interamente un possedimento francese ma all'interno rimanevano vastissime zone ancora inesplorate, solo alla fine degli anni trenta si poté avere una precisa mappatura anche delle regioni (per lo più desertiche) dell'entroterra.
La federazione aveva una superficie di 4.746.539 km², per quasi l'80% interamente ricoperta dal Deserto del Sahara. L'unione tra di essa e i contigui domini coloniali francesi (Marocco, Algeria, Tunisia, Camerun e Africa Equatoriale Francese) raggiungeva una superficie totale di 10.462.168 km² e costituiva il più vasto assembramento di colonie contigue di una singola potenza coloniale.
Si trattava di un'evidente costruzione artificiosa, volta a soddisfare gli interessi economici della Francia. Venne posta sotto l'autorità di un governatore francese di stanza a Dakar, in Senegal, che divenne capitale della federazione.
Queste colonie divennero "Territori d'oltremare" con la nuova costituzione del 1946. La federazione cessò di esistere dopo il referendum del 28 settembre 1958, nel quale i paesi membri votarono la loro trasformazione in repubbliche autonome, fatta eccezione per la Guinea, che votò per l'indipendenza. La federazione si sciolse nel 1960 quando tutti i territori dell'Africa Occidentale Francese divennero Stati indipendenti.

## Storia
Fino alla conclusione della Seconda Guerra Mondiale, quasi nessuno degli Africani dimoranti nelle colonie francesi godeva dello status di cittadino di Francia. Essi erano piuttosto considerati come "sudditi francesi", privi di diritti davanti alla legge, del diritto di proprietà, della facoltà di spostarsi liberamente, dissentire o partecipare al voto. Unica eccezione erano le cosiddette Quattro Comuni del Senegal: quelle località facevano parte del piccolo insediamento coloniale del Senegal già nel 1848, quando, con l’abolizione della schiavitù da parte della Seconda Repubblica Francese, tutti gli abitanti del territorio francese ottennero pari diritti politici. Chiunque fosse in grado di dimostrare la nascita in tali comuni era considerato legalmente francese, e poteva esercitare il diritto di voto nelle elezioni parlamentari, in precedenza dominate da residenti bianchi o di razza mista del Senegal.
Le Quattro Comuni del Senegal avevano diritto ad eleggere un deputato per rappresentarle nel parlamento francese negli anni 1848-1852, 1871-1876 e 1879-1940. Nel 1914, Blaise Diagne fu il primo africano eletto deputato del Senegal nel Parlamento francese. Nel 1916, Diagne riuscì a far approvare una legge nell'Assemblea Nazionale (la cosiddetta loi Blaise Diagne), che garantiva la piena cittadinanza a tutti i residenti delle Quattro Comuni. In cambio, egli si impegnò a reclutare milioni di africani per combattere nella Prima Guerra Mondiale. Da quel momento in poi, tutti gli africani neri di Dakar, Gorée, Saint-Louis e Rufisque ebbero la facoltà di votare per inviare un loro rappresentante all'Assemblea Nazionale Francese.
Nel contesto dell'espansione coloniale francese in Africa negli anni 1880 e 1890, la Francia conquistò vaste aree interne, che inizialmente furono governate come parte della colonia del Senegal o come entità indipendenti. Queste zone conquistate erano spesso governate da ufficiali dell'esercito francese e denominate "territori militari". Alla fine degli anni 1890, il governo francese cominciò a frenare l'espansione territoriale dei propri ufficiali sul campo, trasferendo tutte le terre a ovest del Gabon sotto l'autorità di un unico governatore con sede in Senegal, che riferiva direttamente al Ministro delle Colonie. Il primo governatore generale del Senegal fu nominato nel 1895, e nel 1904 i territori sotto la sua giurisdizione vennero formalmente denominati Africa Occidentale Francese (AOF). Successivamente, il Gabon divenne la sede della sua propria federazione, l'Africa Equatoriale Francese (AEF), confinante con il suo vicino occidentale al moderno confine tra Niger e Ciad.
La Francia abolì la schiavitù nell'Africa Occidentale Francese, un processo che avvenne in maniera graduale. Sebbene la schiavitù fosse formalmente illegale in tutto il territorio francese, comprese le colonie, dal 1848, tale legge si applicava solo ai cittadini francesi residenti in territori soggetti alla legge francese, il che escludeva i sudditi indigeni privi della cittadinanza. Tra il 1903 e il 1905, sotto la pressione degli abolizionisti francesi, le autorità cominciarono a far rispettare le leggi anti-schiavitù nei confronti dei proprietari di schiavi indigeni nei territori sotto controllo francese. Le leggi contro la tratta degli schiavi furono imposte, e i fuggitivi non venivano più restituiti ai loro padroni. Nel 1905, la Francia dichiarò ufficialmente l’abolizione della schiavitù nella maggior parte dell'Africa Occidentale Francese. Tra il 1906 e il 1911, mentre l'emancipazione avanzava, più di un milione di schiavi nell’Africa Occidentale Francese fuggirono dai loro padroni verso i luoghi di provenienza.
Dopo la caduta della Francia nel giugno 1940 e le due battaglie di Dakar contro le Forze Francesi Libere nel luglio e settembre 1940, le autorità dell’Africa Occidentale dichiararono fedeltà al regime di Vichy, così come fece la colonia del Gabon nell'AEF. Il Gabon cadde sotto il controllo della Francia Libera dopo la campagna del Gabon nel novembre 1940, ma l’Africa Occidentale rimase sotto il controllo di Vichy fino agli sbarchi alleati nel Nord Africa nel novembre 1942.
Dopo la Seconda Guerra Mondiale, il governo francese avviò un processo per estendere limitati diritti politici nelle sue colonie. Nel 1945, il Governo Provvisorio francese assegnò dieci seggi dell’Africa Occidentale Francese nella nuova Assemblea Costituente incaricata di redigere una nuova Costituzione. Di questi, cinque sarebbero stati eletti da cittadini, mentre cinque da sudditi africani. Le elezioni diedero rilievo a una nuova generazione di africani istruiti in Francia. Il 21 ottobre 1945 furono eletti sei africani, tra cui Lamine Guèye e Léopold Sédar Senghor. Essi furono poi rieletti nella Seconda Assemblea Costituente il 2 giugno 1946.
Nel 1946, la Loi Lamine Guèye garantì alcuni limitati diritti di cittadinanza ai nativi delle colonie africane. L'Impero Francese venne rinominato Unione Francese il 27 ottobre 1946, con la costituzione della Quarta Repubblica. Con tale nuova costituzione, ciascun territorio poté per la prima volta eleggere rappresentanti locali, sebbene su un suffragio limitato, nei Consigli Generali appena istituiti. Questi organi eletti possedevano solo poteri consultivi limitati, benché approvassero i bilanci locali. La Legge quadro Defferre del 23 giugno 1956 introdusse il suffragio universale per tutte le elezioni successive in tutte le colonie africane francesi.

## Modifiche territoriali
La struttura amministrativa dei possedimenti coloniali francesi nell'Africa occidentale, sebbene più omogenea rispetto ai possedimenti britannici confinanti, era caratterizzata da varietà e flusso. Nel corso della storia dell'AOF, singole colonie e territori militari furono riorganizzati numerose volte, come lo fu il Governo generale a Dakar. L'Alto Volta francese fu formato e suddiviso in colonie vicine due volte. I futuri stati di Mauritania e Niger rimasero fuori dalla federazione rispettivamente fino agli anni '20 e '40. Erano territori militari, direttamente controllati dall'esercito francese. La seconda guerra mondiale e l'approvazione della Legge quadro Defferre imposero un cambiamento radicale nell'amministrazione delle colonie. Il Togoland francese, sequestrato dalla Francia alla Germania nella prima guerra mondiale, fu per la maggior parte di questo periodo non nominalmente una colonia ma un territorio sotto mandato.